# 美國電視

电视是美国主要的大众媒体之一。截至2011年，美国家庭的电视机的拥有率为96.7%；而截至2013年8月，大约1.142亿户美国家庭至少拥有一台电视机。而大多数的美国家庭拥有不止一台电视机。美国家庭至少拥有一台电视机的比例最高在1996年－1997年播出季，大约98.4%的美国家庭至少拥有一台电视机。
总的来说，在美国播出的电视网是国际上规模最大、分布最广的电视联播网；而为美国电视网制作的电视节目则是全球传播最广的联播节目。由于整个2000年代以及迄今为止的2010年代期间内，广受好评的电视系列节目或剧集的数量都在激增，同时受欢迎程度也在提高。因此许多评论家都认为美国的电视发展正处于黄金时代。

## 频道及联播网
在美国，公众可以通过五种方式收看到电视节目，这包括：无线电视、有线电视、未加密卫星（免费电视）、直播卫星电视和IPTV（互联网协议电视）等。其中无线广播是最早出现的电视收看方式，它仅仅只需要电视天线和一个能拾取信号的内置或外置调谐器即可；通过无线广播的电视信号主要集中在甚高频（VHF）和超高频（UHF）两个频段上。互联网上也有与之竞争的视频服务，自2000年代后期以来，这已经成为越来越受欢迎的电视收看方式了。特别是对年轻一代的观众来说，这已经成为上述传统收看方式的替代或补充。2010年代所出现的虚拟MVPD服务开发提供了比传统成熟的电视分发渠道更便宜的基准价，同时也为电视内容提供商们开发了更轻便的传播渠道。
美国各家电视频道都是在甚高频的2频道到13频道，以及超高频的14频道到51频道上发送。在模拟信号时代，各电视频道都是在单一的通用频道上进行传送。而进入数字信号时代后，由于现用数字电视标准的技术复杂性，现在的电视频道都实际上是在射频频道（“次频道”）上进行物理上的信号传输；但是在观众收看的过程里，这个射频频道被映射到虚拟频道（“主频道”）上。除了少数例外情况下，虚拟频道所对应的号码和这个电视频道的射频频道号码无关，而是和它以前在模拟电视时代所使用的频道号码有关。最初美国的超高频频道号码一度横跨14频道到83频道，但是如今已经被联邦通讯委员会在频道号码数量上进行两次大规模裁撤。1983年，联邦通讯委员会裁掉了70频道到83频道这些原本用于紧急广播或其他电信目的的频道；2009年，当全美完成了數位電視轉化之后，联邦通讯委员会删除了52频道到69频道。
与其他国家一样，如果电视台要在美国播出的话也需要申请相关执照。任何潜在的电视公司都可以向联邦通讯委员会申请，并且需要遵守一定的规定才能持续保留，例如必须安排一定的时段来播出公共事务或教育类节目；以及不得播出不雅内容等。联邦通讯委员会的委员大会负责对即将过期执照的续期审核；如果有个人或团体反对续期，则可以基于相应规则的合规性就其违规行为提请撤销审查。但是，免费电视和订阅电视不需要申请播出执照。
无线电视和免费电视不需要按月支付费用，但是有线电视、直播卫星电视、IPTV和虚拟MVPD服务则需要按月支付费用。这些月费的具体数量与观众所订阅频道包内的频道数量及类别有关。电视频道通常会以“打包”形式供用户订阅，极少单独订阅。大多数传统的订阅电视服务商会提供一个“有限基本包”的频道包，这个最小的频道包里仅包含公共、教育和政府接入类的频道。在许多较小的收视市场，有限基本包的内容还可以是包括相邻市场的电视服务，这些电视服务被视为一个或多个主要电视网在本地市场的附属播出机构。不过自从美国在2000年代后期完成数字电视转型之后，这些内容已经在经过同意的情况下由一些通过数字子频道传输的特定网络节目所替代。
较高级的频道包一般是在基本频道包的基础上进行扩展，增加一些得到广泛认可的电视频道（主要是1970年代到1990年代开播的频道）。自1990年代中后期开始普及数字有线电视和数字卫星电视以来，频道包的内容更加垂直专业化。而现在在美国兴起的单点频道服务则是主要针对那些高级的有线电视频道，观众可以向有线电视服务商或卫星电视服务商支付月费以外的订阅费来收看这些节目。

### 无线电视
美国拥有一个“权力下放”的、以市场为导向的电视播出系统，特别是在无线电视领域。而在美国国内，拥有一家名为公共广播电视公司（PBS）的全国范围的公共电视服务机构。美国各地的地方媒体市场都有自己的电视台，而这些电视台与电视网直接有着附属或直属的关系。这些电视台可以与国家级电视网签署合作协议，以便这些地方台可以播出他们的节目；这些协议的年限从一年到十年不等，而主要是四年到六年左右。除了在某些规模极小的媒体市场（例如该地的电视台少于5家），通常各媒体市场的电视台与电视网的合作协议都是排他的。例如，如果一家电视台隶属于NBC电视网，那么它就不会播出ABC电视网、CBS电视网及其他电视网的节目；但是它们可以传播一个或多个数字子信道上的专业服务。
在1940年代到1960年代期间，美国一家电视台站往往会播出超过一个联播网以上的联播编排节目；甚至部分地区的电视台的这一情况一直持续到2010年。这样的节目编排往往导致这家电视台不能及时播出联播网内的编排节目，从而限制了这些节目在全国范围内的播送；同时这也会导致本地观众不得不借助本地区以外的其他同联播网电视台来收看该节目。今天，这些电视台一般都采用数字子信道传送主电视网以外的联播网编排节目。自2000年代中期以来，各主要电视网都加强了各自附属电视台站在全国的覆盖能力。它们或与全功率台站（发射功率在1000千瓦以上，覆盖半径超过130公里）建立二级联盟关系，或与低功率台站（发射功率不足100千瓦，覆盖半径在48公里到97公里之间）建立专属或主要从属关系。
和其他国家不同，美国为了确保本地事务在本地电视台中的存在，联邦法律对每个电视台站能够播出网络编排节目的时长做出了限制。直到1970年代到1980年代，地方电视台的播出内容除了联播网编排节目之外，也包含了大量本地制作的电视节目，其形式和内容也颇为风度多彩，包括综艺节目、谈话节目、音乐及体育节目。然而时至今日，许多（尽管不是全部）地方电视台仅仅只制作与本地有关的新闻节目或公共事务节目（最常见的是新闻节目或政治分析节目的形式）；其余播出时段则大量充斥着广播联卖节目和其他地区电视台所独立制作的节目内容。
大多数的商业电视台通过广播联卖节目分销商获取节目内容，以此来填补本电视台播出时段里那些未分配给本地节目和联播网编排节目的时段。这和其他国家联播网旗下的附属电视台经营方式不同，因为这些电视台只需要负责制作地方节目即可。一些小型电视网或多播服务商在美国编排国际节目模式时常常会借用这种方法，因为这种方法对于它们的附属台站来说更具有成本效益，因为它们根本不需要获取或制作本地节目来填充时段。
美国联邦政府对于个体组织或个人能够拥有的电视台站数量做了限制。最早的限制规定了机构或个人在美国境内拥有的电视台站数量不得超过五家；而在特定的收视市场内，拥有的电视台站数量不得超过一个。截至2017年，这些限制已经被大大地放宽。自1999年以来，一家电视机构在一个特定市场内可以拥有两个播出信号（而通过数字电视技术可以达到更多传输频道）；而从1990年代早期开始，电视机构可以通过一些空壳公司来和当地收视市场的电视台站签订本地营销协议，以此来规避所有权限制；根据“超高频贴补（UHF Discount）”规则，超高频电视台站可以覆盖全美78%的收视观众，但是电视机构对于这些电视台站的所有权可以折抵为该台站收视观众的50%。“超高频贴补”是美国政府于1985年通过，旨在贴补超高频电视台站并鼓励其发展。在美国完成数字电视转换之前，各电视台站通过甚高频波段传输的电视信号质量参差不齐，因此美国政府想大力推广超高频波段。这个贴补政策在2015年被时任联邦通讯委员会主席汤姆·惠勒及民主党所领导下的董事会给废除；但在2017年4月，这个政策又被时任主席阿吉特·白及共和党所控制的董事会所恢复。
美国目前的四大电视网都直接拥有和运营数家电视台站，但是这些台站大多集中在大都会区。而就美国境内而言，目前覆盖全美最大的电视台站所有权集团是艾恩传媒；它也是同名旗舰电视网络艾恩电视台的母公司。其所掌控的电视台站覆盖全美65%的范围，而且这些电视台站全部统一由公司直接运营并没有任何地方性节目。其他两个大型电视台站所有权集团分别是辛克莱广播集团和次星传媒集团，但是它们并不制作任何网络联播节目（辛克莱广播集团有制作自己的原创节目，但是并非全时段网络联播节目。这包括了辛克莱所属的四家电视组播服务及其合作伙伴公司或其他非附属集团所拥有的组播服务。）。辛克莱广播集团和次星传媒集团都拥有至少150家以上的地方电视台站，均占全美电视台站总数的38%以上。就电视台站所拥有的数量来说，次星传媒集团与辛克莱广播集团分列第一、二位，而排行第三的则是格雷电视台。格雷电视台大概拥有151家电视台站，但是大多分布在小都市区，仅占全美人口的10%。

#### 主要无线电视网

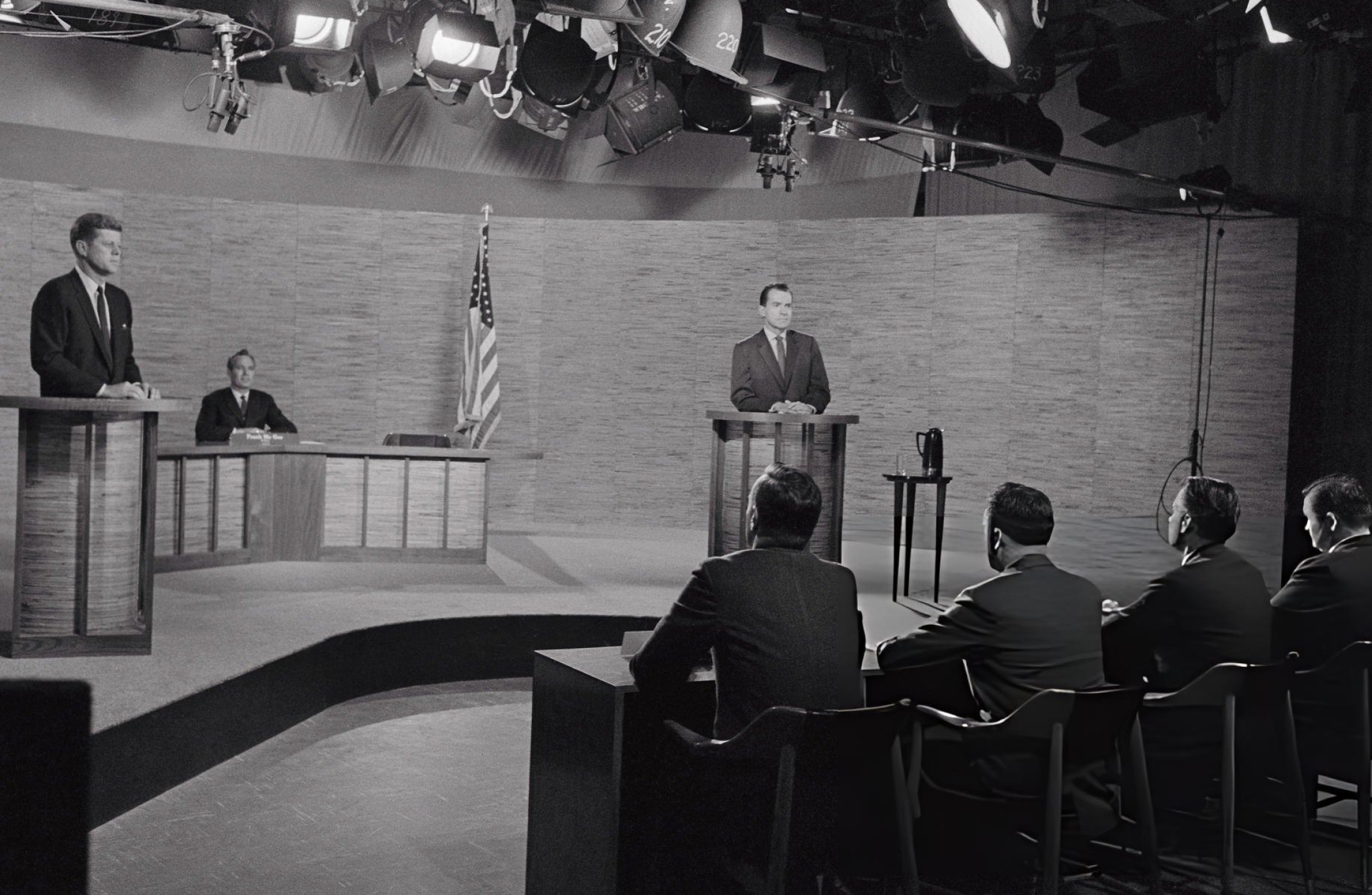
由约翰·肯尼迪和理查德·尼克松于1960年在华盛顿特区所参加的美国史上首次总统电视辩论。

美国五大主要无线电视网分别是：国家广播公司（NBC电视网）、CBS电视网（前身为哥伦比亚广播公司）、美国广播公司（ABC电视网）、福斯广播公司（FOX电视网）和CW电视网。不过五大主要无线电视网在之前被称为“三大电视网”，并且源自广播网。国家广播公司和哥伦比亚广播公司分别于1924年和1927年开始运营，而美国广播公司于1943年根据美国联邦通讯委员会针对国家广播公司的电台市场份额调查而从国家广播公司内分拆出来的以爱德华·诺贝尔为首的蓝网所改组而成。不过直到1960年代后期，美国广播公司的收视率和分销均价才赶上国家广播公司和哥伦比亚广播公司。福斯广播公司是一个相对较新的主要电视网，它于1986年10月6日开始运营，最初它仅仅只有一个有限的深夜时段网络编排节目；直到七个月后的1987年4月9日，福斯广播公司才又推出一个仅限周末黄金时段的网络编排节目。福斯广播公司的电视网是建立在前杜蒙特电视网的残余台站上，而杜蒙特电视网曾经想成为“第四大电视网”而最终失败。与此同时，派拉蒙電視聯播網也在蓬勃发展，但是并不太成功。
CW电视网成立于2006年9月，是由CBS公司与时代华纳决定合并各自于1995年开播的联合派拉蒙电视网和华纳兄弟电视网而组成。CW电视网也从华纳兄弟电视网获得了其无线及有线广播资产以及其节目编排模式。华纳兄弟电视网的网络资产依旧是独立存在的，它曾改版成流媒体服务网站，但于2013年12月关闭；现在是华纳兄弟电视公司旗下电视节目的促销网站。总而言之，美国无线电视产业已经急剧演变为幕后母公司的集团化，这也被称为“媒体所有权集中化”，这极大地缩小了现代无线电视的竞争。
ABC电视网、NBC电视网和CBS电视网的附属电视台站在工作日的播出时间便极其相似，节目编排按时段排序。除了周末播出的体育节目之外，FOX电视网几乎不会在黄金时段之外安排节目；只有极其罕见的情况才会安排。基本上，这些联播网编排节目都是由清晨时段（Early Morning）的全国新闻节目（例如：ABC电视网的《美国今晨》）开始，然后是当地的晨间新闻节目。而紧随其后又是电视网联播编排的晨间资讯节目（例如：NBC电视网的《今天》），这是一档混合了新闻、天气预报、生活资讯、访谈及音乐表演等形式的节目。
电视网的日间时段（Daytime）节目通常被脱口秀和肥皂剧充斥，但也有类似CBS电视网这样会安排播出游戏节目的电视网，另还有极少数会通过广播联卖形式参与游戏节目播出的地方电视台。本地新闻节目会在日间时段的正午时分播出。广播联卖的脱口秀节目会在午后时段播出；而傍晚时段（Early Fringe）则又是当地新闻节目时间。ABC电视网、NBC电视网和CBS电视网会在傍晚时段之后播出联播网统一编排的新闻节目，这个播出时间一般是美国东部时区的18点30分到19点时整；或其他时区的17点30分到18点整。不过由于这些时段往往和体育赛事直播时段相重叠，因此在周末或某些假日的时段安排上会产生冲突，例如赛事因为出现时间延长而导致原本设定的时间段不够用，进而导致后面播放的节目无法安排。由于体育联盟的规定，大多数体育赛事必须转播完整。而在臭名昭著的1968年“海蒂赛”电视转播中，由于NBC电视网管理层的沟通问题而导致联播网切断了国家联盟里纽约喷气机与奥克兰突袭者之间正在进行的赛事直播，转而播出按预定时间编排应播出的一部电视电影《海蒂》。
按照美国主流电视网的节目编排习惯，在日间时段之后就是“准黄金时段”（Prime Access），这个时段通常是一小时或半小时。通常情况下，在美国东部时区和太平洋时区，准黄金时段是晚上7点到8点；而在美国其他时区，准黄金时段则是下午6点30分到晚上7点整。在准黄金时段，各电视网安排的节目一般是本地新闻或广播联卖的谈话节目。而在准黄金时段之后就是每天最受瞩目的三小时节目时段，即“黄金时段”（Prime Time）。
在传统上，黄金时段在美国东部时区和太平洋时区是指晚上8点到11点；而美国其他地区则是晚上7点到10点。当然具体情况也有根据电视网的节目编排或当天的实际情况，例如：四大主流电视网会在周日的时候增加一个小时的黄金时段，美东时区和太平洋时区会增加晚上7点到8点，而美国其他地区则是下午6点到晚上7点；许多西班牙语电视网也会增加这额外的1小时，以便保证他们一周七天的黄金时段内容的整齐；此外，FOX电视网、CW电视网、MyNetworkTV则会在黄金时段的10点（9点）之后不再编排节目，而空出来的这1小时黄金时段则交由它们的附属电视台自行安排。

CBS电视网标志

通常情况下，黄金时段前段时间一般是播出以合家欢为收视群体的喜剧节目。但是在最近这些年，真人秀节目（例如《与星共舞》和《美国偶像》）以及以成人群体为收视目标的喜剧及电视剧有逐渐取代传统的趋势。而到了黄金时段的后半段，各种类型剧开始大行其道（例如《海军罪案调查处》、《法律与秩序：特殊受害者》、《实习医生格蕾》等）。星期天是美国电视中最受瞩目的夜晚，当晚会有很多受欢迎的节目播出。
收视率往往会在新的一周出现下降趋势，直到周五、周六到达收视率的最低点。因此到了2004年的时候，绝大部分电视网已经放弃在周六黄金时段播出首轮剧，转而播出体育节目、新闻杂志节目，废档节目或其他黄金时段电视剧的重播。但是，周五还是会播出首轮剧，也会播出真人秀或新闻杂志节目，这要取决于各电视网的具体安排。各大电视网非常关注周四晚间的收视率，因为这个晚上的收视率将关系到美国许多周末消费机构（例如汽车、电影及舞台剧售票、汽车租赁等）的广告投放力度。因此电视网往往会在周四推出最吸引电视观众的节目内容。在整个1990年代，NBC电视网称赞自己的周四晚间节目安排为“必看电视”；而在那个十年里，最受欢迎的电视节目基本上都在周四晚间播出。这个情况一直持续到2000年代，进入2000年之后，周日晚间开始取代周四晚间成为最顶级的电视收视之夜。

ABC电视网标志

在黄金时段节目结束之后，各大电视网会紧接着播出一个本地新闻节目，然后再播出一个网络联播的深夜访谈节目（例如《斯蒂芬·科尔伯特晚间秀》、《今夜秀》）。大型收视市场在1970年代早期之前，而中小收视市场在1980年代中期之前，凌晨时段（Graveyard Slot）通常是各电视台站的收播时段。但在现在，凌晨时段往往会安排广播联卖节目，黄金时段节目或本地深夜新闻节目的重播。但自进入2000年代之后，重播本地深夜新闻节目的做法已经比较少见了。除了上述节目类型之外，凌晨时段往往也是各大电视台安排资讯型广告（或电视购物节目）播出的时段。而在CBS电视网和ABC电视网，则大多播出前一晚的晚间新闻节目。在某些电视台，它们会用广播联卖节目来填充原本各地电视台的传统本地新闻节目播出时段。这可能是由于该电视台没有在相应的时段播出新闻节目，或者它们自身缺少专门的新闻部门。类似的，原本安排在“准黄金时段”播出的新闻节目会被挪动到黄金时段最后一小时（美国东部时区或太平洋时区的晚上九点；美国其他地区的晚上十点）和 / 或上午通勤时段（上午七点到九点或十点）播出。这样安排的电视台通常是属于美国三大电视网的其他电视网，或非电视网加盟电视台。
星期六上午各大电视网会编排儿童节目的播出，传统上这类节目一般指动画片，但现在也包括了真人演出的儿童节目或针对低幼年龄族群的游戏节目；但是随着真人日常生活节目、科学与野生类节目自2009年以后开始成为本时段的标准节目形式，动画片通常只在非商业电视网或非英语语种电视网上播出了。星期天上午则会播出被称为“周日谈话节目”的公共事务型节目，这是种以“每周评论”形式探讨主要侧重政治与经济内容的谈话节目；或是关注时下流行内容及重大新闻动态等。这两个安排有助于电视台完成自己的法律义务，即播出定量的儿童教育节目和公共服务节目。按照美国的一些法律，例如1990年通过的《儿童电视法》，就要求电视台每周至少要播出三个小时的有利于青少年接受学习教育的节目。体育节目、资讯型广告，以及部分电视台可能会播出的广播联卖的故事长片电影都可以在周末的下午时段找到。而在这些时段之后，各大电视网又会播出和工作日黄金时段内容一致的节目。

#### 其他免费商业电视台
在1956年到1986年期间，美国绝大部分英语电视台既不属于美国三大电视网，也不属于美国国家教育电视台，更不属于规模较小的NTA电影联播网；它们属于独立电视台站，大部分播出时段安排靠广播联卖节目或自制节目来填充。时至今日，美国境内依然有许多独立电视台，它们通常在特高频波段播出节目；然而自1995年开始，在个别市场内，独立电视台的数量在急剧减少。造成独立电视台现在减少的原因就是由于为了组建新的电视网，以便与原有的电视网展开竞争。

FOX电视网标志

然而到了1986年10月，福斯广播公司作为一家对抗美国三大电视网的挑战者而登场了。新闻集团（福斯广播公司的母公司）收购了都会传媒的六家电视台作为福斯广播公司旗下电视联播网的基础，同时还吸纳了其他公司所有的独立电视台加盟FOX电视网。由于《辛普森一家》、《飞跃比弗利》、《X档案》等节目的成功，特别是1995年12月获得国家美式橄榄球联盟旗下国联赛事的转播权，FOX电视网已经成为美国无线免费电视网的主要参与者之一了。但是，FOX电视网与传统的美国三大电视网的差别在于它不会在晨间和晚间编排网络联播的新闻节目，同时也不会在工作日晚上安排深夜时段节目。不过FOX电视网也有一档名为《动画辖区高清版》的深夜节目会在周六晚间进行全网联播。FOX电视网曾在1986年到1993年期间进行过周一到周五深夜时段的网络节目联播尝试，但是失败了。FOX电视网的黄金时段节目编排在周一到周六只有两个小时，而在周日也只有三个小时。FOX电视网之所以这样安排就是为了规避联邦通讯委员会在其开播时所做出的限制规定。FOX电视网的一些附属台站在美国数字电视改造完成之前是透过超高频波段播出的，这些台站的所有权属于现在已经解散的新世界传播和SF广播公司并且曾经与三大电视网有联播协议；但是这些台站在FOX电视网获得NFL赛事的转播权之后就转投FOX电视网旗下。
美国境内中型及小型收视市场的本地电视台通常会将自己的新闻节目外包给美国三大电视网，而本身并不制作本地新闻节目。而且各大电视网在纽约市和洛杉矶的旗舰电视台站的呼号里不会包含本电视网的代码，例如：福斯广播公司在纽约市和洛杉矶直属直营的电视台站就使用WNYW和KTTV的呼号；而WFOX-TV和KFOX-TV的呼号则分属福斯广播公司位于佛罗里达州杰克逊维尔和德克萨斯州艾尔帕索两地的分支机构。福斯广播公司在FOX电视网上唯一安排的全国性新闻联播节目就是《福斯周日新闻》，该节目在每周日晨间时段播出；而联播网上的特别新闻节目则来自FOX电视网的姊妹电视网福斯新闻频道，这是1996年10月开播的新闻频道。与福斯新闻频道同步开播的还有针对FOX电视网会员台的新闻视频服务——福斯新闻前线（Fox NewsEdge）。

#### 数字组播服务
在2009年时完成数字电视转换以后，各地方电视台可以利用数字信号的优势来提供多于一条频道的大气信号。鉴于此，很多电视节目联播网络诞生了。不过由于地方电视台的主频道信号（基本上是主要电视网的信号）需要以1080i或720p格式传输，受限于当时的技术，其它副频道的信号以标清的格式传送。不过随着ATSC 3.0技术的诞生，未来地方电视台可以以高清的图片，以及更好的压缩比，来传送多条频道的信号。在美国的电视节目联播网络有 Cozi TV （专门广播经典电视节目为主），This TV (专门广播米高梅电视节目或电影为主），Me TV （也是专门广播经典电视节目为主）等。
由于大气信号的广播范围，一些偏远农村或小镇没有办法接收来自地方电视台（主要建立在人口稠密的城镇或城市）的信号，再加上没有市场条件，地方电视台不会在偏远地方建立用于中继用的电视台或信号塔。所以这些地方电视台会租用当地电视台或电视塔的副频道来中继信号。

#### 非英语语种电视台

##### 西语电视台
由于美国地理位置上更接近拉丁美洲，再加上拉丁美洲人口占有一定的比率，西班牙语的广播网络成立来服务西语受众。与英语电视广播网不同的是，西语广播网络的市场率远远不及前者，基本上在拉丁美洲人口聚集的城市才能建在西语广播电视台。如果其他地区没有西班牙语的地方电视台，西班牙语的广播网会以有线电视，卫星电视以及IPTV来传送来自大城市（例如纽约WNJU或洛杉矶KVEA）西班牙语的地方电视台的信号。
Univision 广播网
Univision 广播网是全美最大的西语广播网络，在1986年组成。与其他四大英语广播网络并列前五名 (在 NBC, CBS, ABC and Fox 之后)，现在Univision基本上引进墨西哥 Televisa的节目，以及在国内制作节目。
Telemundo 广播网
Telemundo广播网是Univision广播网的竞争对手，也是NBC广播网的姐妹网，由NBC环球在2001年收购前者。Telemundo广播网是在三大地方西语广播电视台上组成的 （WNJU/New York City, WBBS-TV/Chicago and KSCI/Los Angeles）. NBC环球在收购Telemundo广播网以后下重金来投资新闻以及娱乐节目，与Univision引进外国节目不同的是，Telemundo主要是自己制作电视节目然后在自有网络播出。

##### 其他语种电视台
法语节目在美国的传播范围非常有限，大部分集中在迈阿密地区（主要为海地难民提供服务）、路易斯安那州，以及美国东海岸人口稠密的部分地区。这里制作的法语节目除了有法语之外，还包括法式克里奥尔语。而在美加边境东部的法语区，加拿大法语电视台（例如：加拿大法语频道和TVA）的信号往往可以直接覆盖过来。因此在当地，观众可以通过电视天线或有线电视收看。
美国许多大城市里也有各种亚洲语言的电视台（例如旧金山的KTSF和休斯顿的KYAZ），特别是在美国完成数字电视转换之后，这使得在美国亚裔移民聚居区或亚裔美国人集中地可以开设一些小型电视台，而这些电视台可以在他们的主频道或子频道提供不同的亚洲语言节目。例如KYAZ的主频道是西班牙语节目，但是其子频道分别用越南语、普通话、朝鲜语播出节目。其他语种的电视台在美国也有所发展，例如佛罗里达州的WZRA是希腊语电视台，而位于芝加哥的WPVN-DT4则是一家波兰语电视台。
此外美国还有一些地方电视台会播出美国手语节目，同时附有英文隐藏字幕。在隐藏字幕推出之前，一些公共电视节目是通过屏幕上的小窗口播出手语播音员的同步翻译。时至今日，重听或听力障碍人士依然可以通过手语播音员的翻译收看无线紧急广播（例如当地政府发布的恶劣天气警报）；同样的，州政府或地方政府官员的记者会也会配备手语翻译或隐藏字幕。

### 网络电视服务
IPTV (internet protocol television，互联网电视) 基本上跟有线电视一样, 不同之处在于互联网电视不用专用电视信号传输，它用互联网线路传输。
随着流媒体的兴起，在美国市场各种各样的流媒体服务诞生。譬如Netflix, Amazon Prime Video, Apple TV+, Disney+, Peacock, HBO Max

## 商业运营
无线商业电视频道、台站及联播网的主要收入来自广告。根据2011年的一项调查显示，广播台站在每小时为电视节目搭配约16分钟到21分钟的广告时间。大多数的有线电视联播网也会从广告中获得收入，尽管绝大部分的基础有线台会有电视订阅收入，这是有线电视运营商的另一个主要收入来源。但是，高级有线台（例如HBO）是不会播出广告的；相反，电视观众还需要支付额外的费用才能收看这些付费电视频道。
传统上，电视网会在其计划联播的节目时间里每小时安排一定的时间（通常是5分钟到6分半钟，具体取决于所计划联播节目的长度，但如果联播的是体育赛事则会低于这个分配）给电视网在当地的附属播出台站，以便由附属台站向当地的广告商出售这些广告时间来获取收入。同样的，对于有线电视来说，除了电视订阅费用之外，他们也可以通过向地方有线电视网络服务商出售广告时间（通常每小时大约4分钟）来获取一些收入。虽然大部分的广告时间被分配给了地方或全国级的广告商，但是也有一部分广告时间会被保留下来用于播放电视网附属台站或有线电视服务商的内部广告。例如，有线电视服务商会利用这些广告时间播放其公司的商业解决方案、住宅电话或宽带接入服务等；而电视网附属台站则可以利用这些广告时间为自己制作的节目做推广，或提升自身的品牌形象。
《1992年有线电视消费者保护与竞争法》要求有线电视公司就再传认可进行谈判，通常就是要求有线电视公司必须向无线电视公司支付转播其电视信号的权利许可费。随着时间的推移，这项规定导致付费电视提供商与拥有订阅电视服务的公司以及拥有和（或）运营无线电视台的公司之间产生纠纷，因为再传许可合同中的某些条款会让三方产生分歧；因此为了执行某些新的传播渠道，往往需要更新合同或签署新的协议。传送纠纷往往都是由于这些分歧所产生，而这又会导致电视网或有线台被拖延一段时间。而这常常又是因为服务提供商觉得权利许可费太高而导致整个费用过于昂贵。再传认可费是向观众征收电视订阅费的一部分，电视订阅服务商所承担的任何费用的提高都会最终转嫁给观众。由于电视订阅服务商担心费用过高会导致订户观众退出，所以他们会对这些节目产生犹豫。

## 节目分类
由于美国电视产业制作了许多非常优秀的节目，这极大地刺激了其他国家的电视从业人员来借鉴开发相类似的节目。这些节目中的一部分迄今还在播出，并且当中有不少在联播中表现优异。同样的，许多为美国电视频道或联播网制作节目的公司也会与海外公司交流合作，其中现在一些在美国流行的当红节目就是源自外国，特别是来自荷兰、英国和加拿大的节目。

### 新闻节目
全美四大英语广播网提供新闻节目。除了福斯广播网络以外，其余三大电视网提供早间新闻节目 （CBS's CBS This Morning（CBS今早）, NBC's Today（NBC今日） and ABC's Good Morning America（ABC早安美国)）,以及晚间新闻节目 ，比如ABC今晚世界新闻 （ABC WORLD NEWS TONIGHT)，NBC晚间新闻（NBC NIGHTLY NEWS), 以及CBS晚间新闻 (CBS EVENING NEWS)。除此之外，电视网也提供其他新闻节目： 60 Minutes （60分钟）, 20/20 ，Dateline NBC （NBC日间线），NBC Meet the Press（NBC会见媒体）, CBS Face the Nation （CBS面对国家）以及ABC This Week （ABC这个星期）等。
除了网络播出的新闻节目以外，地方电视台也会自行制作地方新闻节目，这些新闻节目基本上在早晨 （当地时间早上4：30-7：00，福斯地方电视台例外。福斯广播网没有早间新闻节目，所以福斯地方电视台至少再提供2-3个小时的地方早间新闻节目），中午，下午晚餐时间（当地时间下午4：00-6：30，福斯地方电视台例外，由于没有全国新闻节目，基本上再提供半小时的地方新闻节目），以及黄金时段（当地时间晚上11：00，福斯地方电视台例外，基本上再提供2-3小时的地方新闻节目，一般从晚上9：00或10：00开始）
有线新闻频道（CNN, MSNBC, FOX NEWS CHANNEL)也提供新闻节目，不过更注重于评论以及访谈节目。有线新闻频道提供早间以及黄金时段的新闻和评论节目，不过在凌晨时段基本上重播当日的节目，突发新闻例外。